# SuperDraco

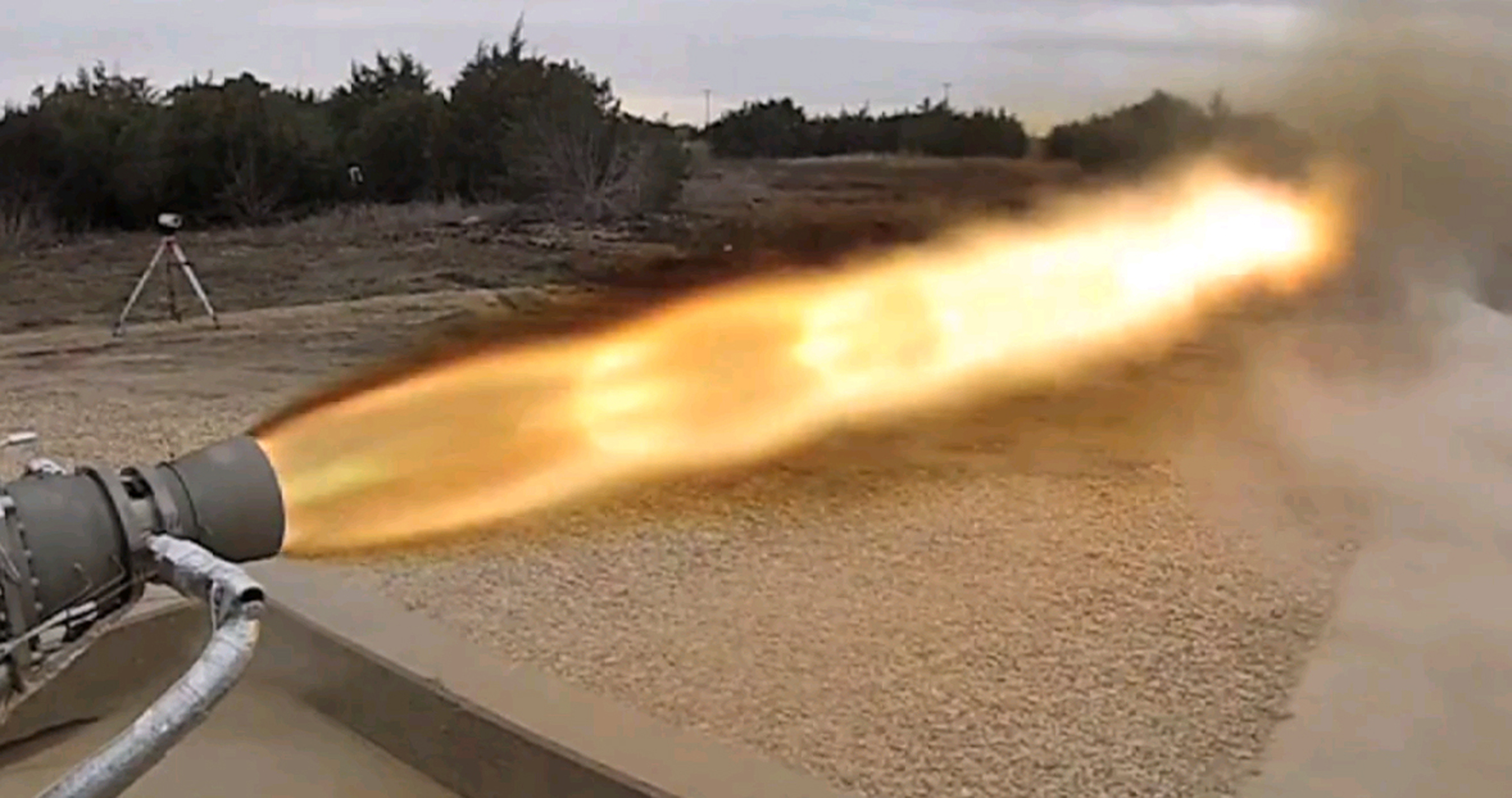
Ein SuperDraco mit vollem Schub bei einem Funktionstest am 8. Januar 2012 in McGregor, Texas auf dem Testgelände von SpaceX

Das SuperDraco ist ein vom amerikanischen Raumfahrtunternehmen SpaceX entwickeltes Flüssigkeitsraketentriebwerk mit einem Schub von 73 Kilonewton. Es ist eine Weiterentwicklung des Draco-Triebwerks und ungefähr 200-mal größer. Wie dieses arbeitet es mit der hypergolen Treibstoffmischung Methylhydrazin und Distickstofftetroxid.

## SuperDraco im Dragon V2
Acht jeweils paarweise angeordnete SuperDraco-Triebwerke werden unten ringsum in die Seitenwand des bemannten Raumschiffs Dragon V2 von SpaceX eingebaut. Zum einen werden sie als Startrettungssystem eingesetzt und ersetzen somit die klassische Rettungsrakete, zum anderen sollte das Raumschiff damit in die Lage versetzt werden, „überall auf dem Land mit der Präzision eines Helikopters zu landen“. Auch wenn dies nach neuen Angaben noch möglich sei, wird die Landefähigkeit nicht umgesetzt, da Sicherheitszertifizierungen zu aufwändig wären und nicht mehr in den aktuellen Kurs des Unternehmens passen.

## Herstellung
Die SuperDraco-Raketentriebwerke werden komplett mit dem 3D-Druckverfahren Lasersintern mit Geräten wie EOS 3D hergestellt. Sie sind somit die ersten Triebwerke überhaupt, die vollständig mit diesem Verfahren hergestellt werden.
Als Werkstoff beim Lasersintern wird Inconel verwendet, eine hochhitzefeste Nickelbasislegierung der Special Metals Corporation.